# Tir als Jocs Olímpics d'estiu de 1908 - Tir al cérvol, tret simple
La competició de tir al cérvol, tret simple va ser una de les quinze proves de programa de Tir dels Jocs Olímpics de Londres de 1908. Es disputà el 9 de juliol de 1908 i hi van prendre part 15 tiradors procedents de 4 nacions diferents. La competició consistí en 10 sèries disputades, amb un tir en cadascuna d'elles. El cérvol apareixia a 110 iardes del tirador durant 4 segons. En ell hi havia pintat una diana, amb tres cèrcols concèntrics, que equivalien a 4, 3 i 2 punts. Fora de la diana el valor era un punt, empre i quan no fos a l'anca. La puntuació màxima possible era de 40 punts.

## Medallistes
| Or                | Plata            | Bronze                 |
| Oscar Swahn (SWE) | Ted Ranken (GBR) | Alexander Rogers (GBR) |

## Resultats
| Pos. | Tirador                          | Puntuació |
| ---- | -------------------------------- | --------- |
| 1    | Oscar Swahn (SWE)                | 25        |
| 2    | Ted Ranken (GBR)                 | 24        |
| 3    | Alexander Rogers (GBR)           | 24        |
| 4    | Maurice Blood (GBR)              | 23        |
| 5    | Albert Kempster (GBR)            | 22        |
| 6    | James Cowan (GBR)                | 21        |
| 6    | William Russell Lane-Joynt (GBR) | 21        |
| 6    | Walter W. Winans (USA)           | 21        |
| 9    | Joshua Millner (GBR)             | 20        |
| 10   | Charles Nix (GBR)                | 19        |
| 11   | Ernst Rosell (SWE)               | 17        |
| 12   | William Ellicott (GBR)           | 16        |
| 13   | Léon Tétart (FRA)                | 11        |
| 14   | Maurice Robion du Pont (FRA)     | 6         |
| 15   | André Barbillat (FRA)            | 3         |

De Wael també cita un altre tirador britànic, John Bashford, classificat per sota de Barbillat. Amb tot, l'Informe Oficial no l'esmenta en la llista de participants.